# Покровська Аліна Станіславівна
Аліна Станіславівна Покровська (* 29 лютого 1940, Сталіно (нині Донецьк), Українська РСР, СРСР) — радянська і російська актриса театру і кіно. Заслужена артистка РРФСР (1973). Народна артистка РРФСР (1988).

## Біографічні відомості
Закінчила Вище театральне училище імені М. С. Щепкіна (курс Л. А. Волкова). 
З 1962 року — актриса Центрального театру Радянської армії (нині Центральний академічний театр Російської армії). 
Здобула популярність після ролі Люби Трофімової в фільмі «Офіцери» (1971).
Недовго була дружиною актора Володимира Сошальського. Вдова актора Германа Юшка.

## Фільмографія
- «Хатина дядька Тома» (1963, фільм-спектакль)
- «Банкір» (1964, Галина)
- «Державний злочинець» (1964, Майя Чернишова)
- «Урок літератури» (1968, епізод)
- «Офіцери» (1971, Люба Трофімова)
- «Нежданий гість» (1972, Ольга Петрівна)
- «Сходинки» (1973, фільм-спектакль; Ірина Стрюкова)
- «Витоки» (1973, Юлія Солнцева, дочка Тихона Тарасовича)
- «Аніне серце» (1975, фільм-спектакль; мама Ані)
- «Виклик» (1977, фільм-спектакль; Надія Сєгіївна Бочарова, секретар парткому, новий голова колгоспу)
- «Доброта» (1977, Люся, дружина Прохоренка)
- «Васса Железнова» (1978, фільм-спектакль; Рашель)
- «Троє в одному човні, як не рахувати собаки» (1979, Емілі)
- «Слідство ведуть ЗнаТоКі. Мафія» (1989, Вероніка, дружина Ардабьєва)
- «Розлучимося — поки хороші» (1991, епізод)
- «Кодекс безчестя» (1993)
- «Помирає душа» (1993, Софія, дружина Івана)
- «Сімейні таємниці» (2001, Наталія Валеріївна)
- «Слабкості сильної жінки» (2006, мама Лери)
- «Вовки і вівці» (2011, фільм-спектакль; Мурзавецька) та ін.